# Kralendijk
Kralendijk je hlavní město a největší přístav ostrova Bonaire, součásti Karibského Nizozemska. Ve městě se mluví jazykem papiamento, ale je zde často používána i nizozemština a angličtina. V nizozemštině znamená název Kralendijk „korálový útes“.
Nedaleko od pobřeží leží ráj pro potápěče, neobydlený ostrov Klein Bonaire. Na tento malý ostrov se lze dostat například pomocí vodního taxi.

## Galerie

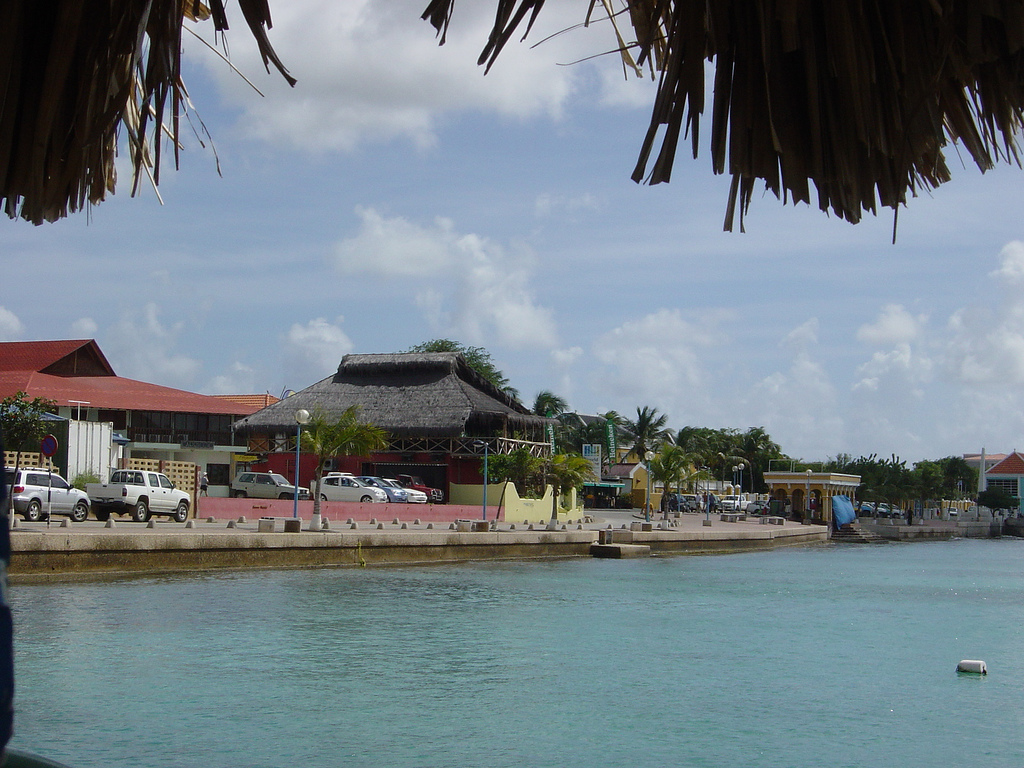
Pohled na pobřeží a památník
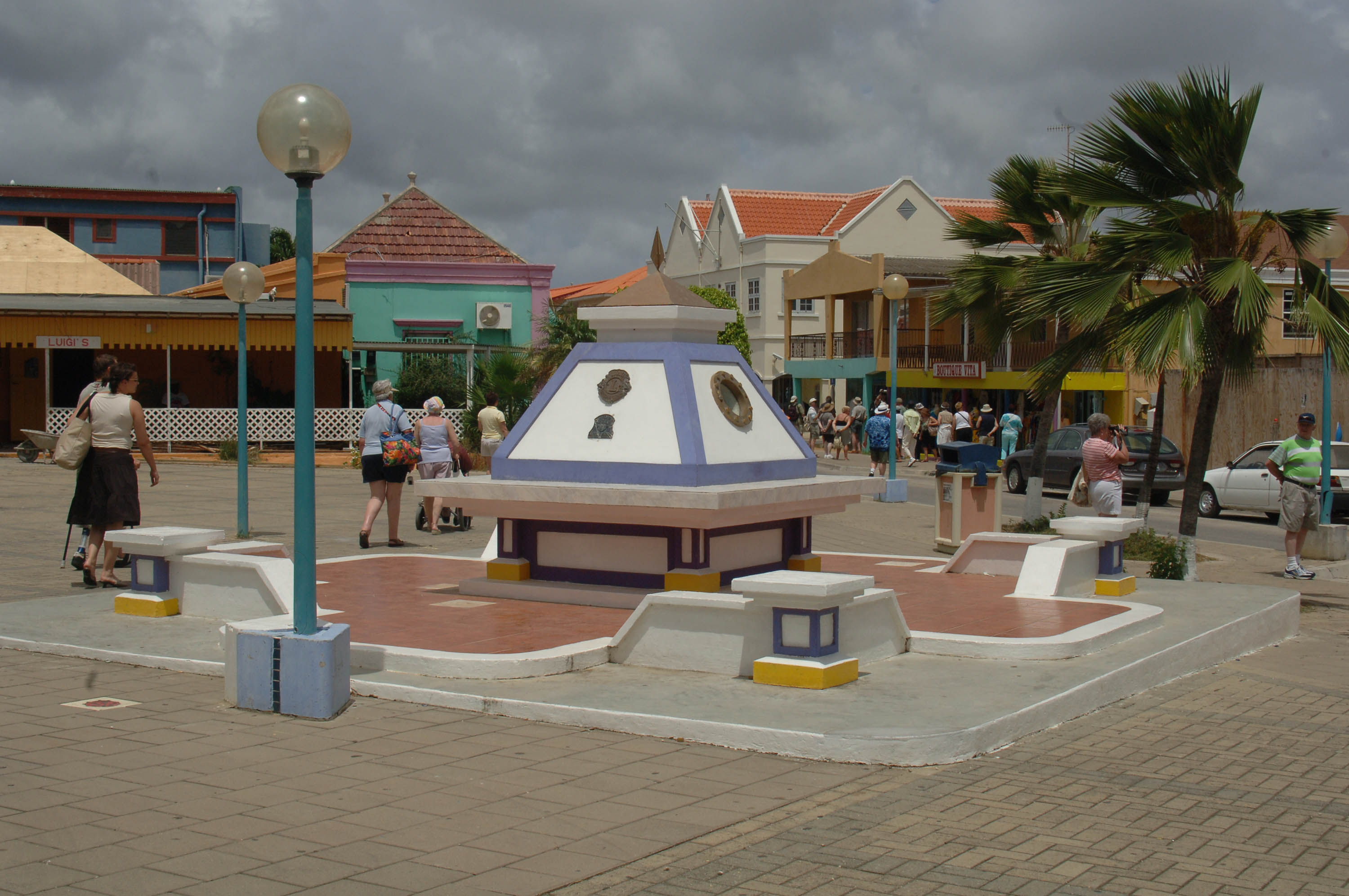
Park Wilhelmina
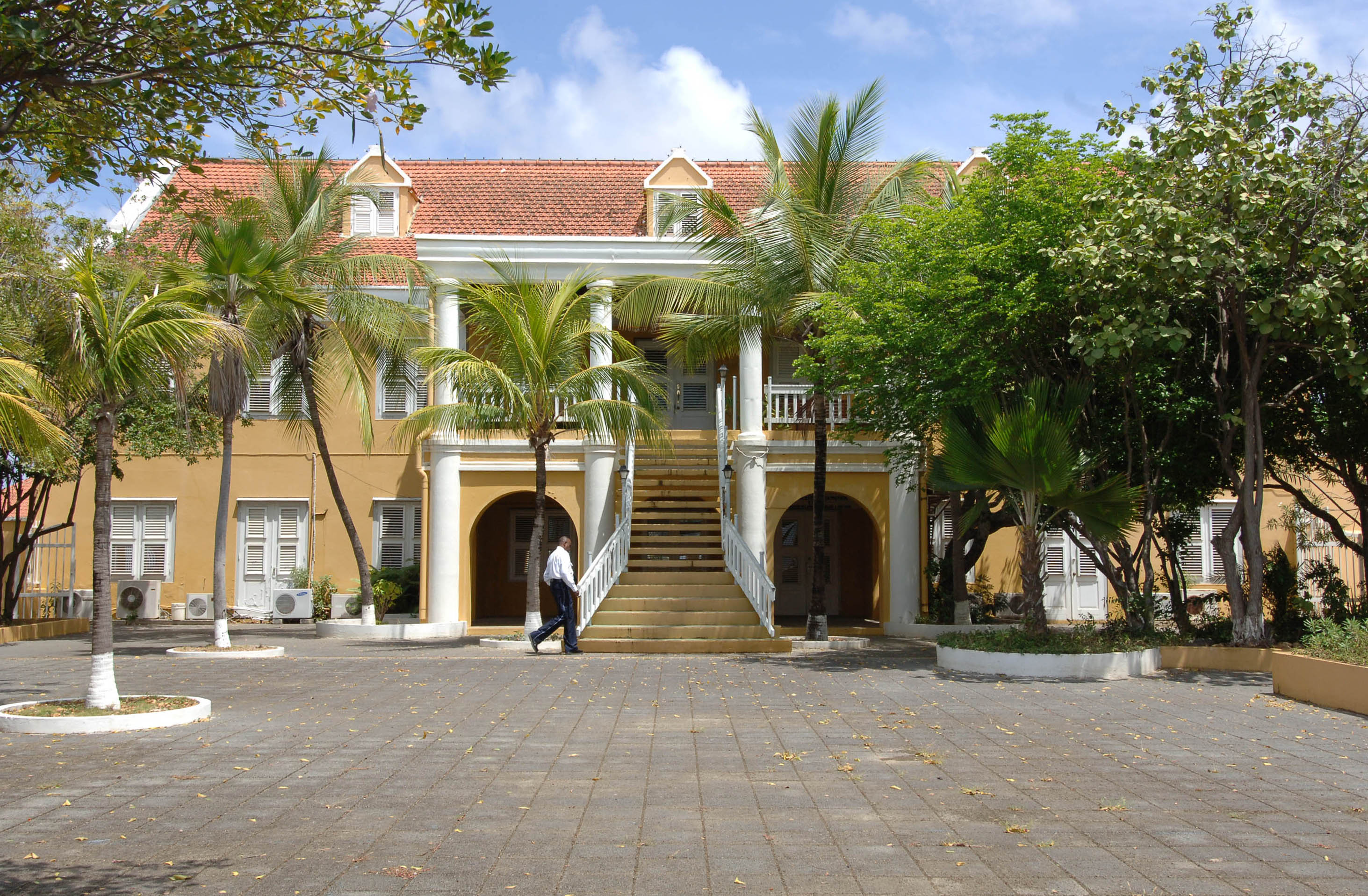
Úřad vlády
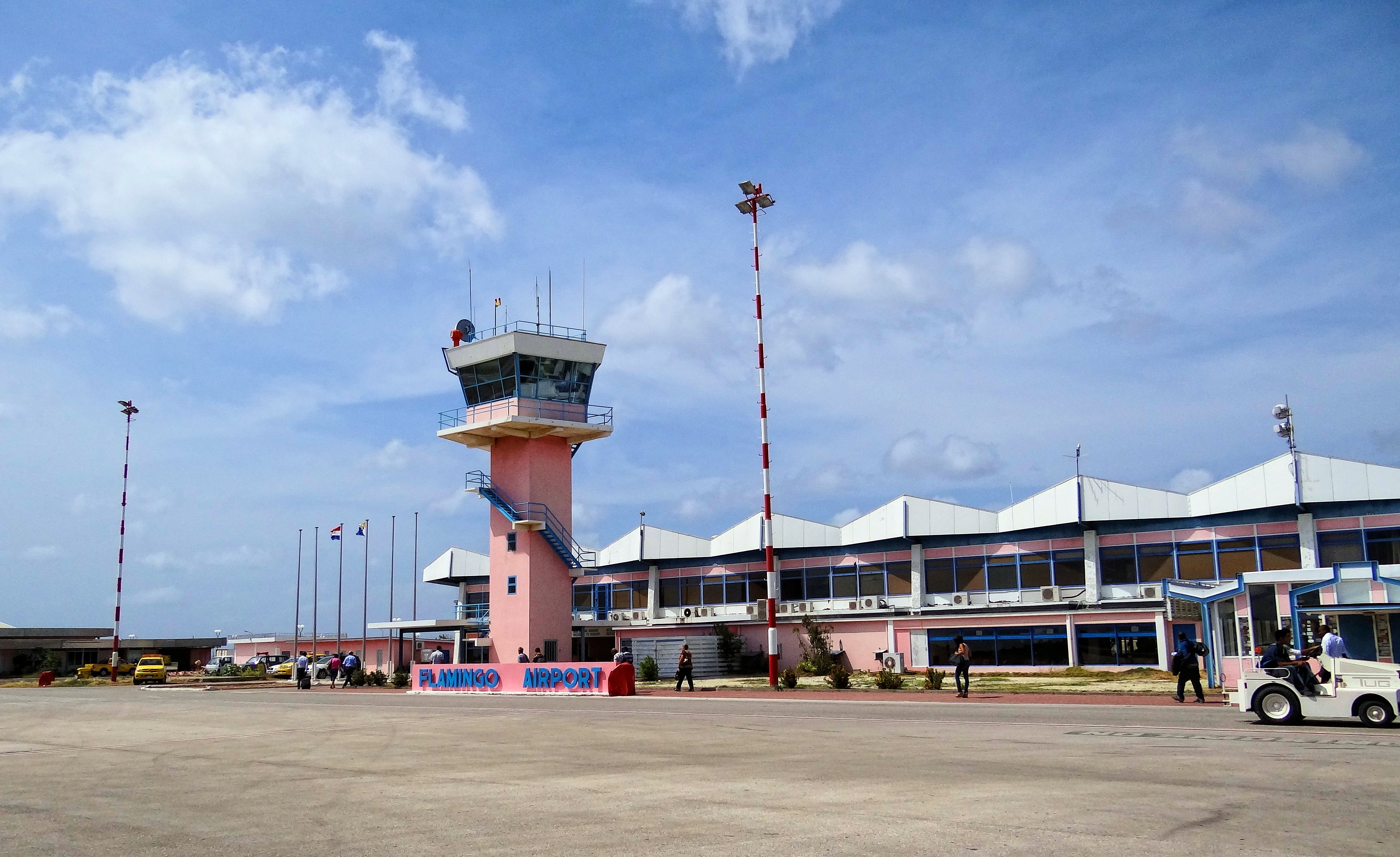
Mezinárodní letiště